# Diospyros pilosanthera
Diospyros pilosanthera là một loài thực vật có hoa trong họ Thị. Loài này được Blanco mô tả khoa học đầu tiên năm 1837.